# Rob Bruynen
Rob Bruynen (* 1961 in Maastricht) ist ein niederländischer Jazzmusiker (Trompete, Flügelhorn, Komposition).

## Leben und Wirken
Bruynen, der mit 14 Jahren die Möglichkeiten der Trompete für sich entdeckte, hat zunächst in lokalen Jazzbands gespielt. Er studierte am Konservatorium Hilversum klassische und Jazztrompete. Dann spielte bei The Skymasters, dem Metropole Orkest und dem Dutch Jazzorchestra als Lead- und Solo-Trompeter. Seit 1986 ist er Mitglied der WDR Big Band Köln. Er ist mit Quincy Jones, den Brecker Brothers, Phil Woods, Ray Brown, Joe Lovano, Joe Zawinul, Carmen McRae, Roy Hargrove, George Duke, Al Jarreau, Kenny Wheeler, Chaka Khan, Erik Truffaz, McCoy Tyner und Joachim Kühn aufgetreten. Des Weiteren leitet er seine eigene Bigband Brownie Speaks und sein Quintet Brownie's Colours mit dem Saxophonisten Jens Neufang. Auch ist er auf Alben mit Peter Weniger, George Gruntz / Allen Ginsberg und Maceo Parker zu hören.
Bruynen unterrichtet Jazz- und Leadtrompete sowie Big Band am Konservatorium Maastricht.

## Diskographische Hinweise
- One Day (Mons 2016)
- Brownies Colours Space for All (Mons 2010)
- Brownie Speaks First (1999)

## Belege
1. ↑  Jazz Trumpet (& Lead Trumpet) / Big Band Projects: Rob Bruynen, Konservatorium Maastricht, abgerufen am 26. August 2019

| Personendaten    | Personendaten                                                    |
| ---------------- | ---------------------------------------------------------------- |
| NAME             | Bruynen, Rob                                                     |
| KURZBESCHREIBUNG | niederländischer Jazzmusiker (Trompete, Flügelhorn, Komposition) |
| GEBURTSDATUM     | 1961                                                             |
| GEBURTSORT       | Maastricht                                                       |